# Tichomir
Tichomir of Tihomir (Bulgaars: Тихомир) is een dorp in het zuiden van Bulgarije. Het is gelegen in de gemeente Kirkovo, oblast Kardzjali. Het dorp ligt hemelsbreed 38 km ten zuidwesten van de stad Kardzjali en 237 kilometer ten zuidoosten van Sofia. 

## Bevolking
Het dorp Tichomir had bij een schatting van 2020 een inwoneraantal van 977 personen. Dit waren 358 mensen (-26,8%) minder dan 1.335 inwoners bij de officiële census van februari 2011. De gemiddelde jaarlijkse groei in die periode komt daarmee uit op -3,1%, hetgeen lager is dan het landelijk jaarlijks gemiddelde over deze periode (-0,63%). 
- 1934 1291
Koninkrijk Bulgarije
- 1946 1141
Volksrepubliek Bulgarije
- 1956 1206
Volksrepubliek Bulgarije
- 1965 1398
Volksrepubliek Bulgarije
- 1975 1550
Volksrepubliek Bulgarije
- 1985 1521
Volksrepubliek Bulgarije
- 1992 1623
Republiek Bulgarije
- 2001 1538
Republiek Bulgarije
- 2011 1335
Republiek Bulgarije
- 2020 977
Republiek Bulgarije

- Koninkrijk Bulgarije
- Volksrepubliek Bulgarije
- Republiek Bulgarije

In het dorp wonen grotendeels etnische Bulgaren. In de optionele volkstelling van 2011 identificeerden 792 van de 1023 ondervraagden zichzelf als etnische Bulgaren - oftewel 77,4% van alle ondervraagden. De overige ondervraagden hebben geen - of een andere - etnische achtergrond gespecificeerd. 
| Etnische samenstelling van de respondenten (2011) | Etnische samenstelling van de respondenten (2011) | Etnische samenstelling van de respondenten (2011) | Etnische samenstelling van de respondenten (2011) | Etnische samenstelling van de respondenten (2011) |
| ------------------------------------------------- | ------------------------------------------------- | ------------------------------------------------- | ------------------------------------------------- | ------------------------------------------------- |
|                                                   |                                                   |                                                   |                                                   |                                                   |
| Bulgaren                                          | Bulgaren                                          |                                                   | 77,4%                                             | 77,4%                                             |
| Turken                                            | Turken                                            |                                                   | 0,0%                                              | 0,0%                                              |
| Roma                                              | Roma                                              |                                                   | 0,0%                                              | 0,0%                                              |
| Anders/Onbekend                                   | Anders/Onbekend                                   |                                                   | 22,6%                                             | 22,6%                                             |